# Rallye Sanremo 1974
Le Rallye Sanremo 1974 (16. Rallye San Remo), disputé du 2 au 5 octobre 1974, est la dix-septième manche du championnat du monde des rallyes (WRC) courue depuis 1973 et la quatrième manche du championnat 1974.

## Contexte avant la course

### Le championnat du monde
1974 est la seconde année du Championnat Mondial des Rallyes pour Marques, qui a succédé au 'Championnat d'Europe des Rallyes pour Marques', disputé de 1968 à 1972. La crise énergétique a eu pour effet de réduire considérablement le nombre d'épreuves mondiales (huit manches en 1974 contre treize l'année précédente), le rallye de Suède, le rallye de Nouvelle-Zélande et le rallye de l'Acropole ayant été annulés cette année. Le rallye Monte-Carlo a été également annulé, mais l'édition 1974 ne devait pas compter pour le championnat du monde. Le rallye Sanremo a lieu deux mois après le rallye des 1000 lacs et constitue la quatrième manche de la saison. Les épreuves du championnat sont réservées aux voitures des catégories suivantes :
- Groupe 1 : voitures de tourisme de série
- Groupe 2 : voitures de tourisme spéciales
- Groupe 3 : voitures de grand tourisme de série
- Groupe 4 : voitures de grand tourisme spéciales

Champion du monde en 1973 grâce à la berlinette A110, le constructeur français Alpine-Renault a réduit sa participation cette saison, limitant ses engagements officiels aux épreuves de grande notoriété telles le Safari ou le RAC, tout comme Ford. Au niveau international, Alpine a également disputé, avec succès (victoire de Jean-Pierre Nicolas), le rallye du Maroc, mais cette épreuve a perdu son statut mondial en 1974. Second en 1973, Fiat a considérablement étoffé son budget rallye et a prévu une participation massive de ses spiders 124 en vue du titre 1974. Le constructeur italien, vainqueur au Portugal et troisième en Finlande, est logiquement en tête du championnat du monde.
Le 1er octobre, la Lancia Stratos, une voiture exclusivement conçue pour la course, a été homologuée en groupe 4. La Scuderia Lancia dispose désormais d'une arme redoutable pour les épreuves mondiales et s'apprête à effectuer une rentrée remarquée en championnat.

### L'épreuve

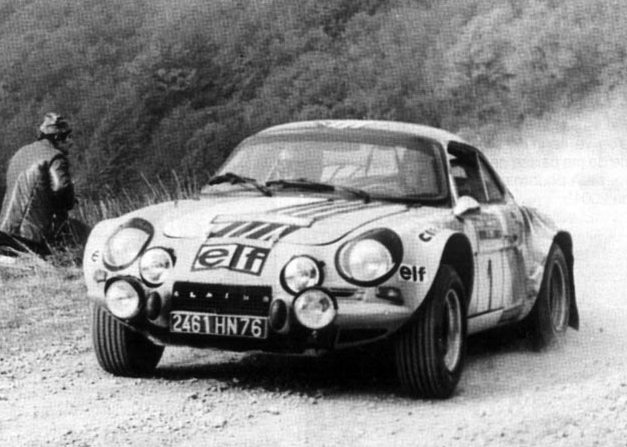
Le rallye Sanremo alterne routes et pistes. Ci-dessus l'Alpine victorieuse de Thérier en 1973, lors d'une spéciale disputée sur terre.

Le rallye Sanremo, disputé sur la Riviera italienne, s'est tout d'abord appelé Rally dei Fiori (Rallye des Fleurs). Les premières éditions eurent lieu en 1928 et 1929, mais une longue interruption eut lieu avant que l'épreuve ne renaisse en 1961 grâce à l'initiative de Ghino Longo et du Professeur Specogna, alors présidents de clubs automobiles locaux. En 1968, l'épreuve fut renommée Rallye Sanremo. Elle se courait alors en mars, et se caractérisait par un parcours difficile, l'état des routes étant déplorable à la sortie de l'hiver. Depuis 1972, l'épreuve se dispute en octobre. C'est un rallye mixte, alternant routes goudronnées et pistes en terre. L'édition 1973 a été marquée par la domination de l'Alpine de Jean-Luc Thérier.

## Le parcours
- départ : 2 octobre 1974 de San Remo
- arrivée : 5 octobre 1974 à San Remo

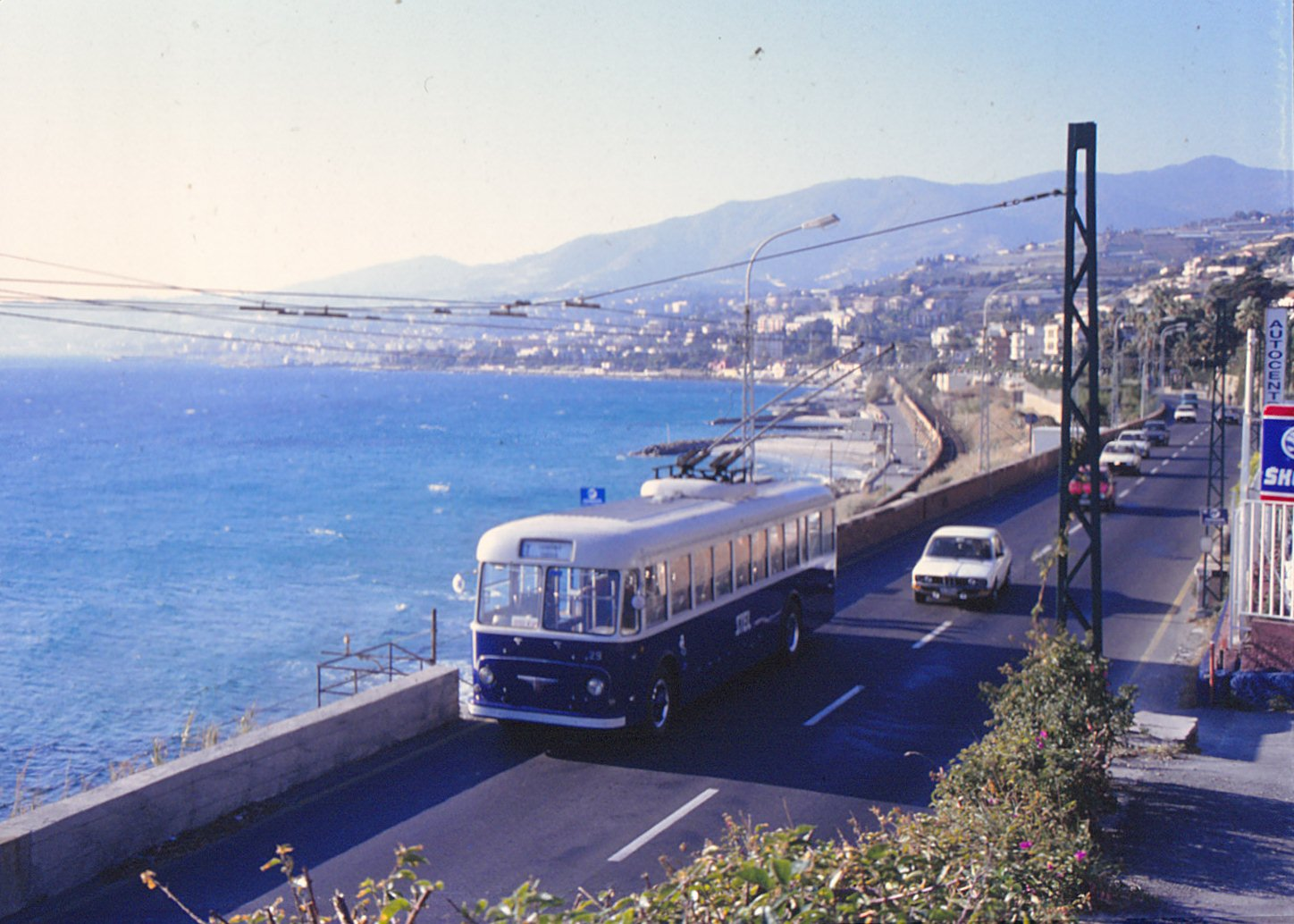
San Remo, en Ligurie

- distance : 1 830 km dont 416 km sur 37 épreuves spéciales (38 épreuves initialement prévues)
- surface : asphalte et terre
- Parcours divisé en deux étapes[2]

### Première étape
- San Remo - San Remo, 1 160 km, du 2 au 3 octobre
- 24 épreuves spéciales (25 épreuves initialement prévues)

### Deuxième étape
- San Remo - San Remo, 670 km, du 4 au 5 octobre
- 13 épreuves spéciales

## Les forces en présence
- Fiat

Visant à la fois le titre mondial et le titre national, Fiat Rally a déployé d'impressionnants moyens au San Remo, engageant sept spiders 124 Abarth groupe 4. Trois disposent de la dernière évolution moteur (4 cylindres, 1750 cm3, 16 soupapes), dont la puissance a été ramenée de 200 à 190 chevaux afin de favoriser la souplesse d'utilisation. Elles sont pilotées par Raffaele Pinto, Fulvio Bacchelli et Sergio Barbasio. Les quatre autres, confiées à Markku Alén, Alcide Paganelli, Maurizio Verini et Giulio Bisulli, sont équipées de l'ancienne version à huit soupapes (1850 cm3, 175 chevaux). Les 124 Abarth pèsent environ 900 kg.
- Lancia

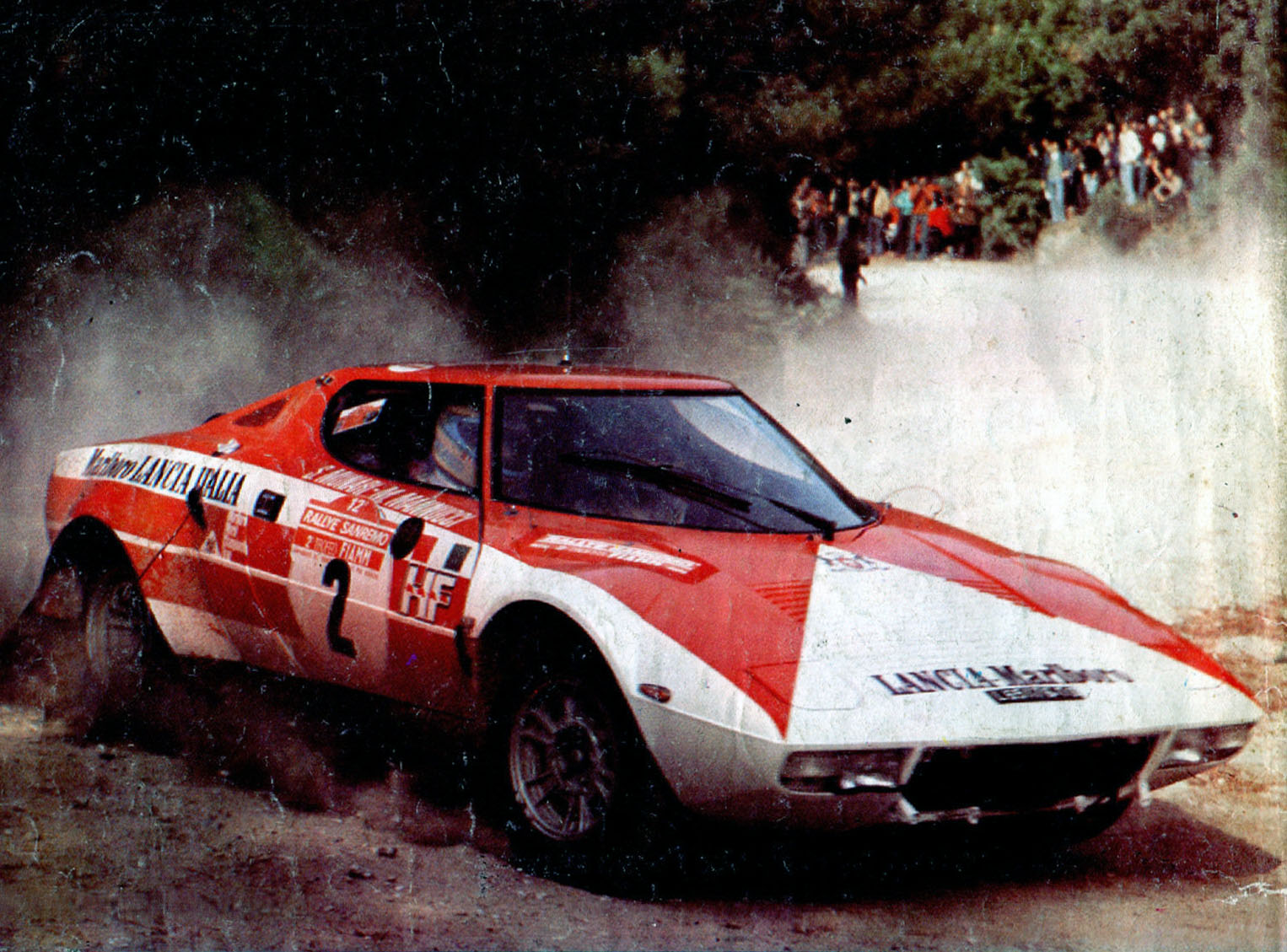
La nouvelle Stratos HF, une redoutable bête de course ; ici la voiture de Munari.

La Scuderia Lancia a engagé deux Stratos HF, motorisées par le V6 Dino (2400 cm3, 250 chevaux), confiées à Sandro Munari et Amilcare Ballestrieri. La Stratos s'était déjà illustrée en rallye en 1973, victorieuse notamment du Tour de France, sa toute récente homologation en groupe 4 permet désormais son engagement en championnat du monde. Lancia a également engagé deux coupés Beta groupe 4: une version affûtée (1800 cm3, 16 soupapes, 190 chevaux) pour Simo Lampinen, une version plus sage (8 soupapes, 160 chevaux) pour Shekhar Mehta. Tony Carello, qui dispose d'un modèle identique à celui de Mehta, bénéficie de l’assistance de l'usine. Les voitures officielles sont épaulées par des Stratos et Fulvia HF privées.
- Opel

Le constructeur allemand est très largement représenté avec pas moins de 19 Ascona. La plupart sont préparées par Conrero (1900 cm3, 112 chevaux pour les versions groupe 1, 2000 cm3, plus de 190 chevaux pour les versions groupe 2). Parmi les plus dangereuses pour la victoire de groupe, celles pilotées par Giorgio Bramino et Raymond Chianea (groupe 2), et celles d'Angelo Presotto, Alfredo Fagnola et Paolo Isnardi (groupe 1). Alain Errani a préparé lui-même son Ascona groupe 2, disposant d'un moteur moins puissant (150 chevaux) que les deux litres Conrero, mais robuste et très souple.
- Porsche

Cinq Carrera RS privées sont au départ : trois « groupe 4 » pilotées par Leonardo Pittoni, Claudio De Eccher et Roberto Liviero, deux « groupe 3 » aux mains d'Adartico Vudafieri et de Gualberto Carducci, ce dernier courant sous le pseudonyme 'Iccudrac'.
- Alfa Romeo

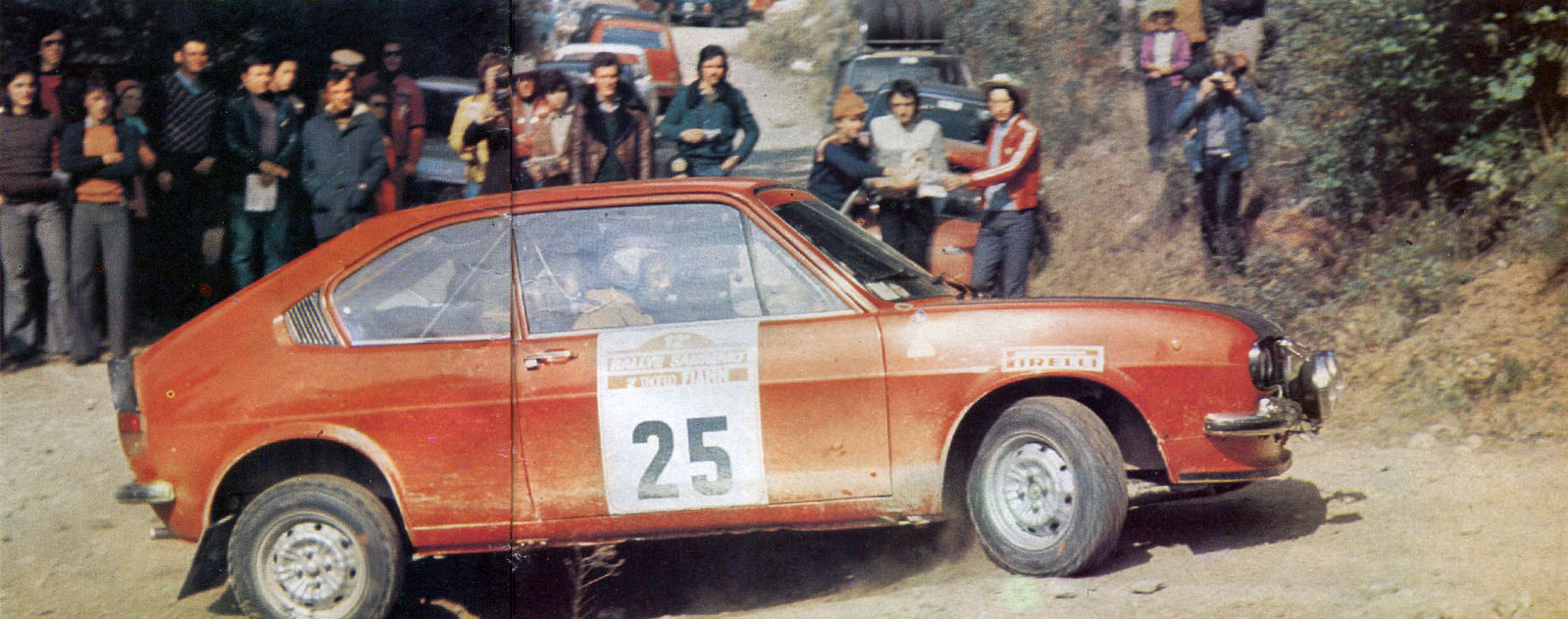
L'Alfasud groupe 1 d'Alfa Romeo ; ici la voiture d'Ormezzano.

L'écurie Autodelta a engagé une Alfetta groupe 2 (220 chevaux) pour Luciano Trombotto et une Alfasud groupe 1 pour Federico Ormezzano (sous le pseudonyme 'Bancor').
- Ford

Ford Boreham a engagé une Escort RS1600 groupe 2 (2 litres, 240 ch) pour le pilote écossais Jimmy McRae.

## Déroulement de la course

### Première étape
Le départ est donné à San Remo le mercredi 2 octobre en fin d'après-midi. Sur les 106 équipages présents, seuls 104 sont autorisés à partir, Simo Lampinen (Lancia Beta) et Jimmy McRae (Ford Escort) n'étant pas autorisés à partir (n'ayant pas pris connaissance du changement d'horaire, ils se sont présentés quelques minutes trop tard à la cérémonie du podium et ont été exclus de la course).
Dès la première épreuve spéciale, longue d'environ vingt-cinq kilomètres, l'équipe Fiat est en partie décimée, perdant quatre de ses sept 124 Abarth officielles. Maurizio Verini est sorti après seulement cinq kilomètres, imité par Fulvio Bacchelli un peu plus loin. Victime d'une crevaison, Raffaele Pinto est reparti juste derrière Alcide Paganelli qu'il avait laissé passer lors du changement de roue ; il ne pourra éviter son coéquipier, également sorti de la route ! Les deux Lancia Stratos de Sandro Munari et Amilcare Ballestrieri réalisent les meilleurs temps, devant les trois Fiat rescapées de Markku Alén, Sergio Barbasio et Giulio Bisulli. Les spéciales suivantes confirment la supériorité de la Stratos, mais dans le quatrième tronçon chronométré Ballestrieri se fait surprendre et sort de la route, Munari se retrouvant seul en tête face aux Fiat. Le leader de l'équipe Lancia va d'ailleurs perdre l'avantage un peu plus tard pour une raison stupide : une erreur de pointage sur le carnet de route, imputable à un commissaire, lui coûte quatre minutes de pénalité au départ de la sixième spéciale ! Alén est victime du même incident, et c'est Barbasio qui prend la tête de la course. Ce dernier parvient à se maintenir en tête contenant le retour de Munari, mais une bielle coulée dans la dixième spéciale entraîne son abandon.
Malgré ses quatre minutes de pénalisation, Munari retrouve la tête de la course, devant Bisulli. Ce dernier essaie de profiter des tronçons sur terre pour revenir sur l'homme de tête, mais au terme de la première étape Munari compte toujours plus d'une minute d'avance sur la Fiat la mieux placée. Alen est remonté en troisième position, devançant la Porsche de Liviero et l'Opel Ascona de Presotto, en tête du groupe 1. Malgré un joint de culasse claqué en milieu d'étape, l'Opel d'Errani (neuvième) est en tête du groupe 2. 54 équipages ont rallié San Remo.
| Pos. | Pilote          | Copilote           | Voiture                | Groupe | Écart      | Pénalités |
| ---- | --------------- | ------------------ | ---------------------- | ------ | ---------- | --------- |
| 1    | Sandro Munari   | Mario Mannucci     | Lancia Stratos HF      | 4      |            | 4 minutes |
| 2    | Giulio Bisulli  | Francesco Rossetti | Fiat 124 Abarth Spider | 4      | 1 min 12 s | -         |
| 3    | Markku Alén     | Ilkka Kivimäki     | Fiat 124 Abarth Spider | 4      |            | 4 minutes |
| 4    | Roberto Liviero | Roberto Cernigai   | Porsche Carrera RS     | 4      |            | -         |
| 5    | Angelo Presotto | Luana Vanzi        | Opel Ascona            | 1      |            | -         |
| 6    | Shekhar Mehta   | Martin Holmes      | Lancia Beta Coupé      | 4      |            | -         |

### Deuxième étape
La seconde étape est la plus courte, courue principalement de nuit. Le départ est donné le vendredi en fin de journée. Munari conforte sa position en tête, devant Alén qui a rapidement dépassé son coéquipier Bisulli. Le pilote finlandais est très rapide sur la terre, mais à l'atterrissage d'une bosse il endommage sa suspension avant. Privé de direction, il doit renoncer. Malgré cinq minutes de pénalisation sur le parcours routier, Bisulli reprend la seconde place. Solide leader, Munari se contente désormais d'assurer sa première place. Il rejoint San Remo avec plus de sept minutes d'avance sur la Fiat rescapée, obtenant sa première victoire (après sept abandons !) dans cette course. Profitant de la sortie de route de son coéquipier Presotto, Fagnola (Opel) s'impose en groupe 1. Troisième au classement général, il devance la Lancia de Mehta et la Porsche d'Iccudrac, vainqueur du groupe 3. Malgré un moteur en piteux état, Errani est parvenu à terminer, conservant la première place du groupe 2.

### Classement général
| Pos | No | Pilote          | Copilote           | Voiture                | Temps            | Écart             | Groupe |
| --- | -- | --------------- | ------------------ | ---------------------- | ---------------- | ----------------- | ------ |
| 1   | 2  | Sandro Munari   | Mario Mannucci     | Lancia Stratos HF      | 9 h 12 min 43 s  |                   | 4      |
| 2   | 12 | Giulio Bisulli  | Francesco Rossetti | Fiat 124 Abarth Spider | 9 h 20 min 26 s  | + 7 min 43 s      | 4      |
| 3   | 32 | Alfredo Fagnola | Elvio Novarese     | Opel Ascona            | 9 h 56 min 09 s  | + 43 min 26 s     | 1      |
| 4   | 14 | Shekhar Mehta   | Martin Holmes      | Lancia Beta Coupé      | 9 h 58 min 38 s  | + 45 min 55 s     | 4      |
| 5   | 37 | 'Iccudrac'      | Dino Defendenti    | Porsche Carrera RS     | 10 h 05 min 59 s | + 53 min 16 s     | 3      |
| 6   | 41 | Mido Morielli   | Carlo Zamunaro     | Lancia Fulvia Coupé HF | 10 h 13 min 12 s | + 1 h 00 min 29 s | 4      |
| 7   | 71 | Renzo Magnani   | 'Valentino'        | Lancia Fulvia Coupé HF | 10 h 15 min 10 s | + 1 h 02 min 27 s | 3      |
| 8   | 51 | Alain Errani    | Vincent Laverne    | Opel Ascona            | 10 h 17 min 14 s | + 1 h 04 min 31 s | 2      |
| 9   | 90 | Paolo Isnardi   | Simone Scimone     | Opel Ascona            | 10 h 24 min 24 s | + 1 h 11 min 41 s | 1      |
| 10  | 50 | Giorgio Bramino | Giorgio d'Angelo   | Opel Ascona            | 10 h 27 min 15 s | + 1 h 14 min 32 s | 2      |

### Hommes de tête
- ES1 à ES5 :  Sandro Munari -  Mario Mannucci (Lancia Stratos HF)
- ES6 à ES9 :  Sergio Barbasio -  Piero Sodano (Fiat 124 Abarth Spider)
- ES10 à ES38 :  Sandro Munari -  Mario Mannucci (Lancia Stratos HF)

### Vainqueurs d'épreuves spéciales
- Sandro Munari -  Mario Mannucci (Lancia Stratos HF) : 16 spéciales
- Markku Alén -  Ilkka Kivimäki (Fiat 124 Abarth Spider) : 11 spéciales
- Giulio Bisulli -  Francesco Rossetti (Fiat 124 Abarth Spider) : 8 spéciales
- Sergio Barbasio -  Piero Sodano (Fiat 124 Abarth Spider) : 3 spéciales

## Résultats des principaux engagés
| No | Pilote                | Copilote                | Voiture                | Groupe | Classement général                                   | Class. groupe |
| -- | --------------------- | ----------------------- | ---------------------- | ------ | ---------------------------------------------------- | ------------- |
| 1  | Maurizio Verini       | Gino Macaluso           | Fiat 124 Abarth Spider | 4      | ab. dans 1re spéciale (accident)                     | -             |
| 2  | Sandro Munari         | Mario Mannucci          | Lancia Stratos HF      | 4      | 1er                                                  | 1er           |
| 3  | Markku Alén           | Ilkka Kivimäki          | Fiat 124 Abarth Spider | 4      | ab. dans 2e étape (direction)                        | -             |
| 4  | Amilcare Ballestrieri | Silvio Maiga            | Lancia Stratos HF      | 4      | ab. dans 4e spéciale (accident)                      | -             |
| 5  | Raffaele Pinto        | Arnaldo Bernacchini     | Fiat 124 Abarth Spider | 4      | ab. dans 1re spéciale (accident)                     | -             |
| 6  | Simo Lampinen         | John Davenport          | Lancia Beta Coupé      | 4      | Équipage exclu au départ (retard)                    | -             |
| 7  | Fulvio Bacchelli      | Bruno Scabini           | Fiat 124 Abarth Spider | 4      | ab. dans 1re spéciale (accident)                     | -             |
| 8  | Alcide Paganelli      | ‘Ninni’ Russo           | Fiat 124 Abarth Spider | 4      | ab. dans 1re spéciale (accident)                     | -             |
| 9  | Luciano Trombotto     | Giuseppe Zanchetti      | Alfa Romeo Alfetta     | 2      | ab. dans 6e spéciale (pompe à injection)             | -             |
| 10 | Sergio Barbasio       | Piero Sodano            | Fiat 124 Abarth Spider | 4      | ab. dans 10e spéciale (bielle coulée)                | -             |
| 11 | Georg Fischer         | Schuren                 | BMW 2002 TI            | 2      | Forfait (moteur cassé lors des reconnaissances)      | -             |
| 12 | Giulio Bisulli        | Francesco Rossetti      | Fiat 124 Abarth Spider | 4      | 2e à 7 min 47 s                                      | 2e            |
| 14 | Shekhar Mehta         | Martin Holmes           | Lancia Beta Coupé      | 4      | 4e à 45 min 55 s                                     | 3e            |
| 15 | Leonardo Pittoni      | Serena Pittoni          | Porsche Carrera RS     | 4      | ab. dans 13e spéciale (radiateur d'huile)            | -             |
| 16 | Claudio De Eccher     | Claudio Salvador        | Porsche Carrera RS     | 4      | ab. dans 1re étape (transmission)                    | -             |
| 25 | Federico Ormezzano    | Enrico Cartotto         | Alfa Romeo Alfasud     | 1      | ab. dans 1re étape (différentiel)                    | -             |
| 27 | Tony Carello          | Daniele Baron           | Lancia Beta Coupé      | 4      | ab. dans 1re étape                                   | -             |
| 31 | Angelo Presotto       | Luana Vanzi             | Opel Ascona            | 1      | ab. dans 29e spéciale (accident)                     | -             |
| 32 | Alfredo Fagnola       | Elvio Novarese          | Opel Ascona            | 1      | 3e à 43 min 26 s                                     | 1er           |
| 34 | Adartico Vudafieri    | Fei                     | Porsche Carrera RS     | 3      | ab. dans 2e étape (accélérateur cassé)               | -             |
| 36 | Roberto Liviero       | Roberto Cernigai        | Porsche Carrera RS     | 4      | ab. dans 2e étape (demi-arbre)                       | -             |
| 37 | 'Iccudrac'            | Dino Defendenti         | Porsche Carrera RS     | 3      | 5e à 53 min 16 s                                     | 1er           |
| 41 | Mido Morielli         | Carlo Zamunaro          | Lancia Fulvia Coupé HF | 4      | 6e à 1 h 00 min 29 s                                 | 4e            |
| 48 | Jean-Louis Clarr      | Jean-François Fauchille | Opel Ascona            | 2      | Forfait                                              | -             |
| 49 | Jimmy McRae           | Henry Liddon            | Ford Escort RS1600     | 2      | Équipage exclu au départ (retard)                    | -             |
| 50 | Giorgio Bramino       | Giorgio d'Angelo        | Opel Ascona            | 2      | 10e à 1 h 14 min 32 s                                | 2e            |
| 51 | Alain Errani          | Vincent Laverne         | Opel Ascona            | 2      | 8e à 1 h 04 min 31 s                                 | 1er           |
| 54 | Raymond Chianea       | Jean Chianea            | Opel Ascona            | 2      | Équipage exclu au départ de la 2e étape (hors-délai) | -             |
| 63 | Thierry Derreumaux    | Denis Derreumaux        | Renault 12 Gordini     | 2      | 15e à 1 h 52 min 53 s                                | 5e            |
| 71 | Renzo Magnani         | 'Valentino'             | Lancia Fulvia Coupé HF | 3      | 7e à 1 h 02 min 27 s                                 | 2e            |
| 90 | Paolo Isnardi         | Simone Scimone          | Opel Ascona            | 1      | 9e à 1 h 11 min 41 s                                 | 2e            |

## Classement du championnat à l'issue de la course
- attribution des points : 20, 15, 12, 10, 8, 6, 4, 3, 2, 1 respectivement aux dix premières marques de chaque épreuve (sans cumul, seule la voiture la mieux classée de chaque constructeur marque des points)
- seuls les six meilleurs résultats (sur huit épreuves) sont retenus pour le décompte final des points[6].

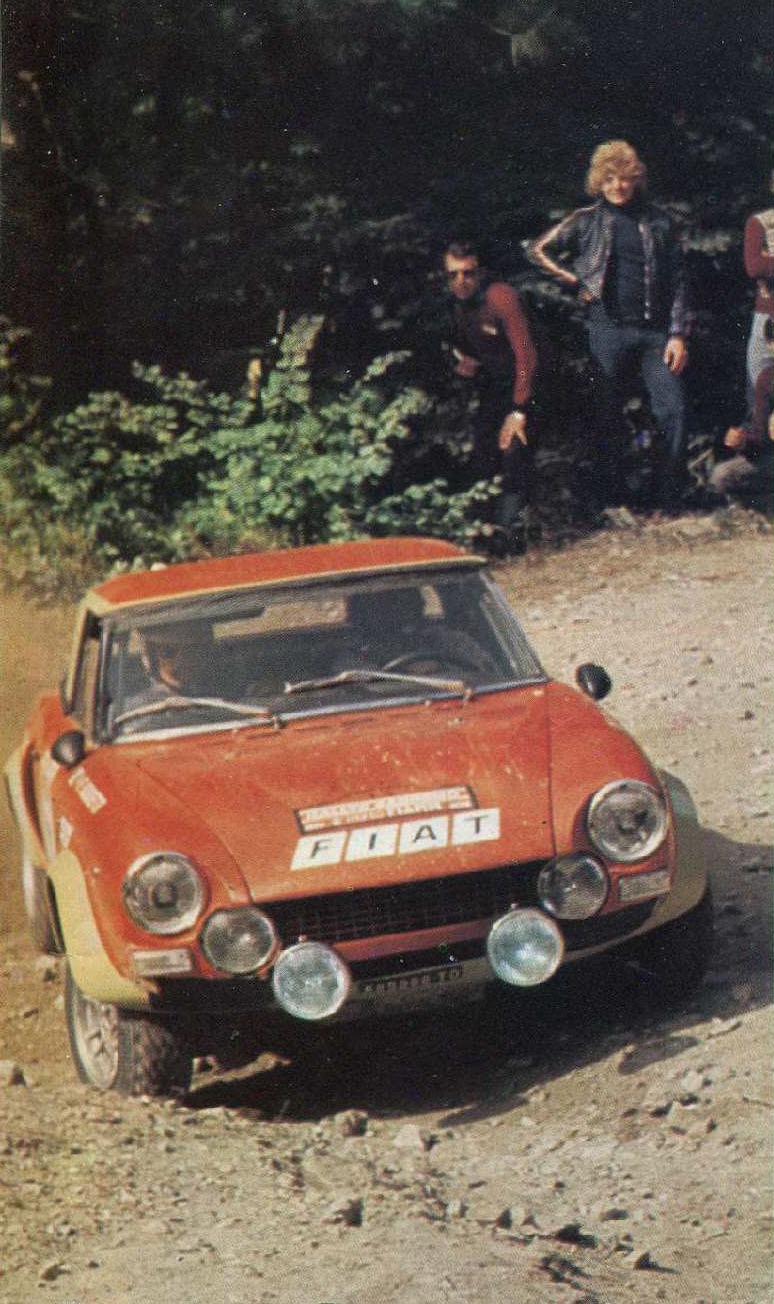
Grâce à la seconde place d'une 124 Abarth au Sanremo, Fiat conforte sa position en tête du classement mondial 1974 ; ici la voiture de Bisulli.

| Pos. | Marque         | Points | POR | SAF | FIN | SAN | RID | PRE | RAC | COR |
| ---- | -------------- | ------ | --- | --- | --- | --- | --- | --- | --- | --- |
| 1    | Fiat           | 48     | 20  | 1   | 12  | 15  |     |     |     |     |
| 2    | Lancia         | 32     | -   | 12  | -   | 20  |     |     |     |     |
| 3    | Ford           | 24     | 2   | 2   | 20  | -   |     |     |     |     |
| 4    | Porsche        | 23     | -   | 15  | -   | 8   |     |     |     |     |
| 5    | Mitsubishi     | 20     | -   | 20  | -   | -   |     |     |     |     |
| 6    | Datsun         | 18     | 8   | 10  | -   | -   |     |     |     |     |
| 7    | Opel           | 15     | -   | -   | 3   | 12  |     |     |     |     |
| 8    | Toyota         | 10     | 10  | -   | -   | -   |     |     |     |     |
| 8=   | Saab           | 10     | -   | -   | 10  | -   |     |     |     |     |
| 10   | Alpine-Renault | 6      | 6   | -   | -   | -   |     |     |     |     |
| 11   | BMW            | 4      | 4   | -   | -   | -   |     |     |     |     |
| 11=  | Peugeot        | 4      | -   | 4   | -   | -   |     |     |     |     |
| 13   | Citroën        | 3      | 3   | -   | -   | -   |     |     |     |     |